# ΜTorrent
µTorrent là một phần mềm dùng để download file (tải file qua mạng chia sẻ ngang hàng P2P), còn gọi là một trình khách BitTorrent, miễn phí(viết là uTorrent). µTorrent (hiện tại) chạy trên hệ điều hành Windows và Mac (Leopard 10.5). Kích thước của toàn bộ chương trình µTorrent phiên bản 1.5 đo được vào tháng 3 năm 2006 chỉ có 154,44KB. µTorrent có kích thước nhỏ gọn như vậy nhờ nó sử dụng phương thức nén tệp thực thi và khi chương trình được khởi động nó lại tự giải nén để hoạt động. µTorrent được thiết kế nhằm mục đích sử dụng tối thiểu tài nguyên hệ thống, nhưng có đầy đủ các tính năng của trình khách BitTorrent. Do rất khó đánh ký tự Hy Lạp µ trên bàn phím thông thường, nên tên chương trình µTorrent có thể được viết là uTorrent. µTorrent được viết bằng ngôn ngữ lập trình C++.

## Cách phát âm
Hiện nay tác giả của chương trình vẫn chưa quyết định nên phát âm tên chương trình như thế nào. Rất nhiều người sử dụng yêu thích µTorrent từng đề nghị với tác giả cách phát âm của tên chương trình như mai to ren (my-torrent), mi cờ rô to ren (micro-torrent), nhưng riêng tác giả của chương trình, Ludvig "ludde" Strigeus từng phát âm tên chương trình của mình đơn giản là iu to ren (you-torrent). Micro là tên của ký tự Hy Lạp µ, bằng 1/1.000.000 trong đơn vị đo lường, hay ám chỉ một chương trình có kích thước siêu nhỏ. Nhiều người dùng còn đọc µTorrent là miu-to ren" " (mu-torrent), vì µ còn được phát âm là miu trong toán học và trong tiếng Hy Lạp

## Tính năng
Các tính năng của "µTorrent":
- Tải nhiều dữ liệu cùng 1 lúc
- Sử dụng phân luồng thông minh
- Cấp độ ưu tiên file
- Lên lịch phân luồng thiết lập sẵn
- giới hạn tốc độ toàn cầu và cho mỗi file
- Phục hồi nhanh chóng các dữ liệu đang thực thi bị gián đoạn
- Hỗ trợ UPnP(chỉ dành cho WinXP)
- Hỗ trợ nhiều cổng truyền dữ liệu phổ biến
- Hỗ trợ Trackerless (Mainline DHT)
- Địa phương hóa với nhiều ngôn ngữ khác nhau
- Bộ nhớ sử dụng chỉ dưới 6 MB
- Kích thước nhỏ chỉ: 170 KB

Mặc dù có kích thước rất nhỏ và chiếm rất ít tài nguyên hệ thống nhưng µTorrent lại có rất nhiều tính năng mạnh mẽ như các trình khách BitTorrent có kích thước lớn hơn, ví dụ trình khách Azureus, BitComet và BitTornado. Toàn bộ chương trình µTorrent khi chạy chỉ chiếm không quá 6 MB bộ nhớ hệ thống và µTorrent yêu cầu tốc độ CPU rất thấp, nó hoạt động được trên cả các máy tính thế hệ 486. Đối với người sử dụng các hệ điều hành Windows 95/98/ME, do µTorrent đã hỗ trợ sẵn Unicode nên người dùng không cần phải cài đặt thêm Microsoft Layer for Unicode.
Sau đây là một vài tính năng nổi bật khác của µTorrent:
- Hỗ trợ Unicode
- Đã hỗ trợ tiếng Việt
- Hỗ trợ UPnP (Chỉ trên hệ điều hành Windows XP, các hệ điều hành cũ hơn như Windows 98, Windows 2000 không hỗ trợ)
  - Hiện đang kiểm thử bản beta UPnP có thể hỗ trợ tất cả các hệ điều hành Windows
- Giao thức mã hóa BitTorrent mã hóa thông tin gửi đi chống làm nghẹt vận chuyển giao thức BitTorrent của ISP
- Trao đổi máy đồng đẳng (PEX)
- RSS ("broadcatching")
- Hỗ trợ "trackerless" BitTorrent, sử dụng DHT tương thích với trình khách Mainline và BitComet
- Giao diện web (hiện đang ở bản kiểm thử beta giới hạn người dùng [2])
- Hỗ trợ hoàn toàn máy chủ Proxy (hiện đang ở bản beta[3])
- Hỗ trợ theo dõi theo HTTPS (đang ở bản beta 458)
- Lập lịch tự động cấu hình băng thông
- Tùy biến thanh tìm kiếm và biểu tượng các nút lệnh.
- Hiện nay đã hỗ trợ 38 ngôn ngữ[4]
- Siêu gieo hạt — tính năng giúp µTorrent chỉ tải lên một lần các mảnh của tệp (hiện tại hoạt động chưa chính xác,[5] phiên bản beta sắp tới được hứa là sẽ sửa lỗi này [6])
- Có nhiều quả trứng phục sinh —một tính năng ẩn và phải qua một số thao tác đặc biệt mới mở được tính năng này)— ví dụ trò chơi xếp gạch.
- Tuỳ biến giao diện người dùng [7]

### Tính năng dự kiến phát triển trong các phiên bản mới
- NAT traversal (hiện tại đang kiểm thử bản alpha[8])
- Hỗ trợ RSS 1.0 và 2.0 [9]
- [[Magnet: URI scheme|Liên kết nam châm]] (không chắc sẽ có thực[10])
- Chạy trên hệ điều hành Linux và Mac (hiện đang tạm hoãn;[11] Nhưng hiện tại µTorrent có khả năng chạy trên Wine và Cedega — một ứng dụng giả lập giúp chạy phần mềm của hệ điều hành Windows trên hệ điều hành Linux[12])

## Kích thước
µTorrent không cần phải cài đặt, nó chỉ cần một tệp duy nhất để khởi động chương trình, kích thước của tệp này rất nhỏ, chỉ có 170 KB (đối với phiên bản 1.6). µTorrent có kích thước nhỏ như vậy là do nó tránh dùng các thư viện nặng nề, đặc biệt là các thư viện chuẩn của C++ và luồng, tác giả đã tự viết mã thay thế cho chức năng tương ứng của các thư viện này. Chương trình thực thi µTorrent được nén lại bằng chương trình PECompact2.

## Những người phát triển phần mềm
- Ludvig Strigeus (aka "ludde", người Thụy Điển) là người tạo ra và phát triển µTorrent.
- Giancarlo Martínez (aka "Firon", người Puerto Rico) bảo trì diễn đàn µTorrent và FAQ.
- Timothy Su (aka "ignorantcow", người Malaysia) hiện đang là người thiết kế trang web.
- Serge Paquet (aka "vurlix", người Canada) trước đây là người phát hành và bảo trì trang web và diễn đàn của µTorrent. Nhưng hiện nay Serge Paquet đã không còn là thành viên của nhóm phát triển µTorrent nữa.

## Lịch sử
Bất mãn vì các phần mềm ngày càng có xu hướng chiếm nhiều tài nguyên hệ thống, Serge Paquet gợi ý Ludvig Strigeus nên phát triển một trình khách BitTorrent có kích thước nhỏ, chiếm ít tài nguyên hệ thống mà hiệu quả. Strigeus bắt đầu thiết kế phần mềm dựa trên sự gợi ý này, vào thời gian đó bản thiết kế trình khách BitTorrent của Strigeus chưa bao gồm nhiều tính năng. Sau khi đã thiết kế xong chương trình, trong vòng một năm kể từ mùa thu năm 2004, Strigeus dành hết thời gian rỗi ngoài giờ làm việc để lập trình µTorrent. Ngày 18 tháng 9 năm 2005 phiên bản 1.1 beta đầu tiên được phát hành công khai.

### Sự tranh luận
Sự ra đời của µTorrent đã làm nảy ra cuộc tranh luận gay gắt giữa cộng đồng người sử dụng mạng đồng đẳng, ngay cả đối với những người không ưa tranh luận cũng tham gia. Cộng đồng người dùng nghi ngờ tính phi lợi nhuận của trình khách µTorrent và cho rằng việc gạt bỏ lợi nhuận, không thu phí của phần mềm là một điều hoang tưởng. Hiện nay cộng đồng người dùng vẫn tiếp tục xác định mục đích của phần mềm.

#### Mã đóng
Những người chỉ trích µTorrent lập luận rằng việc mã nguồn của phần mềm đóng nên không thể xác định được phần mềm có chứa mã gián điệp hay không. Người phát triển µTorrent phủ nhận việc chương trình có chứa mã gián điệp, và khẳng định rằng đến nay vẫn chưa có bất kỳ một chứng cứ nào chứng minh µTorrent theo dõi hoạt động của người dùng. Việc tìm chứng cứ là có thể thực hiện được —người dùng bình thường khó thực hiện được—bằng các công cụ giám sát cách thức hoạt động của chương trình mà không cần mã nguồn, các công ty diệt virus thực hiện phương thức tìm và diệt virus, trojans, rootkit và worms bằng cách quan sát và phân tích cách thức hoạt động của các chương trình.
Sau đây là trích dẫn câu nói của quản trị Firon trên diễn đàn chính thức của µTorrent, biện hộ việc chương trình hiển thị quảng cáo trong một khung của trình duyệt, khi người dùng sử dụng tính năng thanh tìm kiếm:
Không có bất kỳ một phương thức tập hợp thông tin nào trong phần mềm µTorrent. Việc hiển thị một khung trong cửa sổ trình duyệt chỉ nhằm mục đích quảng cáo cho một từ khóa nhất định (ví dụ khi tìm kiếm từ sex, công cụ tìm kiếm sẽ cố gắng tìm từ liên quan như porn, để tập hợp thông tin cần thiết cho người dùng muốn tìm kiếm). Các trường hợp khác công cụ tìm kiếm sẽ thực hiện việc tìm kiếm bình thường, không có bất kỳ một thông tin nào của người dùng được tập hợp và lưu trữ cả.
Tính năng tìm kiếm từ liên quan chỉ sử dụng cho máy chủ tên miền chứ không sử dụng trong phiên bản trình khách. Vì vậy trong các phiên bản sắp tới tính năng này có thể sẽ bị loại bỏ nếu nhiều người phản đối. Tuy nhiên tính năng này vẫn có thể được sử dụng trong tương lai để cung cấp tính năng tìm kiếm tất cả các trang web cung cấp tệp torrent cùng lúc.
Dự đoán của Firon đã đúng, trong phiên bản mới nhất của µTorrent không có quảng cáo nhưng tính năng tìm kiếm kết hợp tất cả các trang web (có cung cấp tệp torrent) sẽ hiển thị một khung quảng cáo (phía máy chủ) khi nó được sử dụng, nhưng trong bản thân chương trình sẽ không có quảng cáo.
Firon đồng thời còn dự đoán rằng trong các phiên bản tới Ludde sẽ thêm một lựa chọn cho phép bỏ qua hoàn toàn đổi hướng từ trang nanotorrent.com.
Giờ đây Ludde thực sự muốn đặt quảng cáo cho công cụ tìm kiếm, nhưng lại không muốn có quảng cáo/adware/spyware trong trình khách của mình (ngay cả đặt quảng cáo/adware/spyware trong trình khách thông qua hãng thứ 3), và Ludde muốn có một cách tắt quảng cáo với bất cứ lý do gì, cho phép người dùng thực hiện tìm kiếm mà không cần đi qua trang nanotorrent, không bắt buộc người dùng xem quảng cáo ở trang này.
Ludde sẽ đặt nhiều quảng cáo hơn, hoặc bất cứ thứ gì tương tự như vậy, quảng cáo chứa trong trang tìm kiếm là một xu hướng cho thấy điều gì sẽ xảy ra trong tương lai.
µTorrent phiên bản số 463 cho phép người dùng lựa chọn bỏ qua quảng cáo trong thiết lập nâng cao.

#### PeerFactor SARL
Ngày 4 tháng 3 năm 2006, công ty PeerFactor SARL công bố ký hợp đồng 6 tháng với Strigeus để phát triển ứng dụng phân phối nội dung mới trên web.

## Những quả trứng phục sinh
- µTorrent phiên bản 1.3 trở về trước sẽ hiển thị một tấm thiệp chúc mừng giáng sinh khi chương trình được chạy vào ngày giáng sinh.
- Mở menu Help -> About … nhắp chuột vào logo sẽ chơi một âm thanh tổng hợp (synthesizer) tương tự âm thanh logo THX Deep Note.
- Trong cửa sổ About (thuộc menu trợ giúp) nhấn phím T sẽ thấy trò chơi xếp gạch Tetris, (chỉ hiển thị kể từ phiên bản 1.4.2 build 432). Nhấn phím P để dừng tạm thời trò chơi (trong phiên bản 1.5.1 beta), nếu nhấn P trước khi chơi sẽ tạm dừng trò chơi tại trạng thái bắt đầu.

## Quyền sở hữu thay đổi
Vào ngày 7 tháng 10 năm 2006, µTorrent đã được mua lại bởi tập đoàn BitTorrent, Inc. nó đã được thông báo trên diễn đàn.µTorrent sẽ vẫn tiếp tục có trang web của riêng nó và cộng đồng cho đến bây giờ, và mã của µTorrent sẽ vẫn là mã đóng. Ludvig Strigeus, tác giả của µTorrent, sẽ phục vụ tư vấn kỹ thuật, nhưng BitTorrent, Inc. sẽ làm hầu như các công việc phát triển.

### Đánh giá
- Can great software live in 130 kilobytes? Lưu trữ ngày 8 tháng 7 năm 2006 tại Wayback Machine by George Ou
- µTorrent 1.2.2 review Lưu trữ ngày 14 tháng 8 năm 2006 tại Wayback Machine by PC Magazine

### Bài báo
- p2pnet uTorrent interview by Alex H (Google cache)
- p2pnet uTorrent interview 2 Lưu trữ ngày 2 tháng 7 năm 2006 tại Wayback Machine by Alex H (Google cache)
- uTorrent Sign Six Month PeerFactor Agreement Lưu trữ ngày 21 tháng 7 năm 2006 tại Wayback Machine by Michael Ingram
- How to increase download speeds of uTorrent by John T P